# Jarni Koorman
Jarni Koorman (* 15. März 1999 in Zwolle) ist ein niederländischer Fußballspieler. Seit 2022 spielt er beim Amateurverein Go-Ahead Kampen.

## Karriere
Jarni Koorman, dessen Vater Marco ebenfalls professionell Fußball gespielt hatte, begann mit dem Fußballspielen in seiner Geburtsstadt Zwolle, der Hauptstadt der Provinz Overijssel, als er Be Quick '28 beitrat. Später zog es ihn in die gemeinsame Fußballschule des FC Twente aus dem 75 Kilometer entfernten Enschede an der deutschen Grenze. Die Fußballschule kooperiert mit Heracles Almelo aus dem nahegelegenen Almelo und firmierte daher als Voetbalacademie FC Twente/Heracles Almelo (heute FC Twente / Heracles Academie). 2018 kehrte der mittlerweile 19-jährige Koorman nach Zwolle zurück, wo er nun für den Erstligisten PEC Zwolle auflief. Bei PEC lief Koorman überwiegend für die zweite Mannschaft in der „Beloften Eredivisie“ auf, debütierte aber am 1. Februar im Alter von 20 Jahren in der Eredivisie, als er beim 1:0-Sieg im Heimspiel gegen den FC Groningen bereits in der 27. Minute für Mustafa Saymak eingewechselt wurde. Für die Profimannschaft des PEC Zwolle kam Jarni Koorman zu insgesamt drei Einsätzen. Seit dem 1. Juli 2020 war er vereinslos und absolvierte ein Probetraining beim deutschen Zweitligisten SpVgg Greuther Fürth. Er wechselte 2020 zu TOP Oss  und 2022 zum Amateurverein Go-Ahead Kampen.